# Chaire à prêcher de l'église Saint-Béat d'Épône
La chaire à prêcher de l'église Saint-Béat à Épône, une commune du département des Yvelines dans la région Île-de-France en France, est un mobilier d'église datant du XVIIIe siècle. La chaire de vérité est inscrite monument historique au titre d'objet depuis le 23 décembre 1985.
Les facettes de la cuve sont ornées de cinq panneaux moulurés et ornés de reliefs en plâtre dorés et argentés. Ils illustrent les scènes évangéliques traditionnelles du Bon Pasteur, de l'Ascension, et de saint Jean l'Evangéliste. 